# ピナ・バウシュ

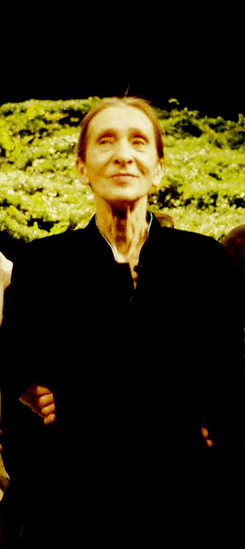
ピナ・バウシュ
（2009年1月）

ピーナ・バウシュ（Pina Bausch、本名 Philippine Bausch，1940年7月27日 - 2009年6月30日）は、ドイツのコンテンポラリー・ダンスの振付家、舞踊家。

## 来歴
1940年ドイツのゾーリンゲン市生まれ。実家はカフェレストラン。
1955年、エッセンのフォルクヴァンク芸術大学でクルト・ヨースに師事。18歳で首席卒業後、国費交換留学生としてニューヨークのジュリアード音楽院ダンスコースに留学。アントニー・チューダーの勧めによりメトロポリタン・オペラ・バレエ団やニュー・アメリカン・バレエ団などで活動。
1962年に帰国し、ヨースが結成したフォルクヴァンク・バレエでソリストとして活躍。振付を開始し、1969年には芸術監督に就任。この年フォルクヴァンク芸術大学の教授にもなっている。同年の作品 『時の風の中で』 がケルンの国際振付家コンクールで1位を獲得した。
1973年、ヴッパタール舞踊団の芸術監督　振付家に就任する。
ドイツ表現主義舞踊の影響を色濃く受け継ぎ、演劇的手法を取り入れたピナ独自の舞踊芸術は演劇とダンスの融合とも言われ、彼女自身は「タンスシアター」と呼ぶ。
1983年フェデリコ・フェリーニ監督の映画 『そして船は行く』 に出演。1999年坂本龍一オペラ 『LIFE』に出演。2002年にはペドロ・アルモドバル監督作品 『トーク・トゥ・ハー』の冒頭で代表作である「カフェ・ミュラー」を彼女自身が踊っている。
2009年6月30日、ガンの告知を受けた5日後に68歳で死去した。日本では前年（2008年）4月2日の滋賀県立芸術劇場 びわ湖ホールで、『フルムーン』を踊ったのが最後の公演であった。
2011年に彼女の死により制作が中断されていたドキュメンタリー映画『Pina/ピナ・バウシュ 踊り続けるいのち』が公開された。

## 作品

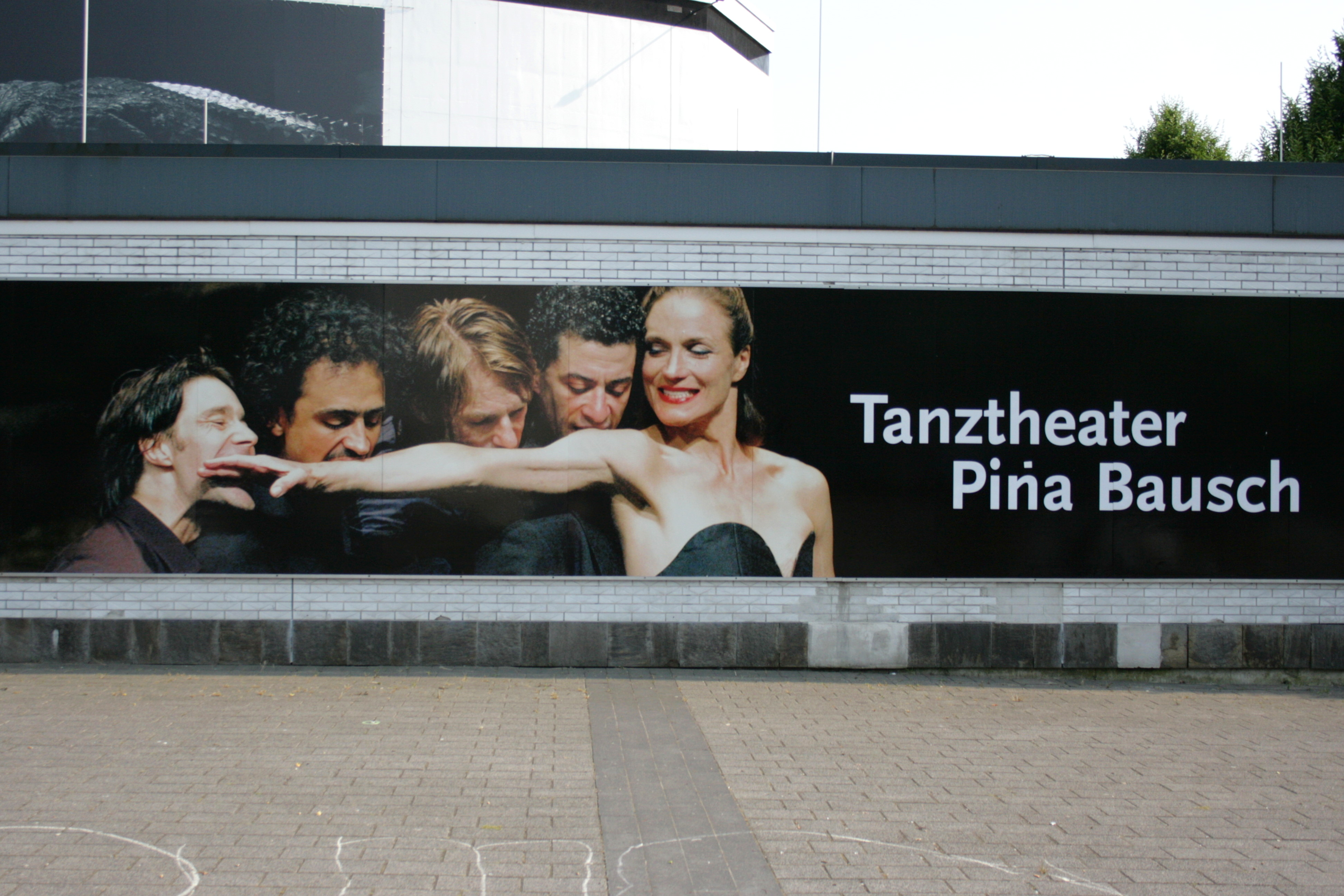
ヴッパタール舞踊団の看板

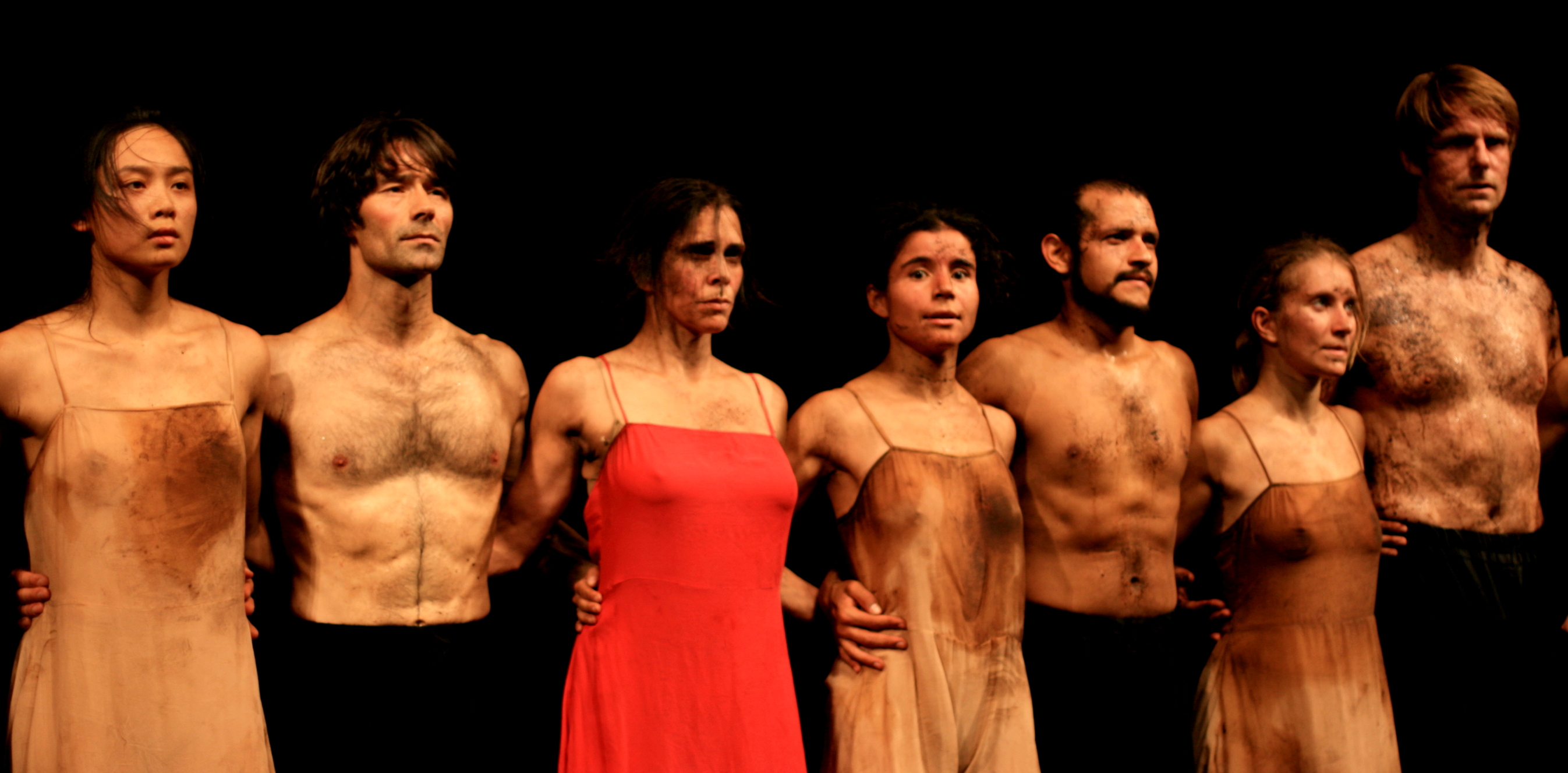
2009年「春の祭典」のカーテンコール

- 『春の祭典』（1975年）
- 『七つの大罪』（1976年）
- 『カフェ・ミュラー（フランス語版）』（1978年）
- 『カーネーション（フランス語版）』（1982年）
- 『ヴィクトール』（1986年）
- 『パレルモ、パレルモ（フランス語版）』（1989年）
- 『過去と現在と未来の子どもたちのために』（2002年）

## 受賞歴
- 1990年 国際演劇協会（ITI）ドイツ・センター賞[2]
- 1991年 芸術文学功労賞（フランス）、ダンス功労賞（イタリア）[2]
- 1999年 高松宮殿下記念世界文化賞[2]
- 2006年 ローレンス・オリヴィエ賞[2]
- 2007年 京都賞思想・芸術部門[2]
- 2008年 ゲーテ賞（独）[5]

## 文献
- Finkel, Anita, "Pina Bausch", International Encyclopedia of Dance, vol.1, p.391, ISBN 0-19-517585-9
- ピナ・バウシュ　過去の歴史　乗越たかお[リンク切れ]

## 公式サイト
- Tanztheater Wuppertal Pina Bausch